# The Mood (album)
A The Mood a dél-koreai F.T. Island együttes koreai nyelvű középlemeze, melyet 2013. november 18-án jelentettek meg. A lemez első volt a Hanteo heti eladási listáján és a Kaon listáján, valamint előrendeléssel vezette a japán HMV online listáját is.

## Számlista
| #  | Cím                                                                         | Dalszöveg                                           | Zene                                                         | Hossz |
| -- | --------------------------------------------------------------------------- | --------------------------------------------------- | ------------------------------------------------------------ | ----- |
| 1. | 미치도록 Micshidorok (Michidorok) (Madly)                                   | Han Szongho (Han Seong-ho)                          | Twoface, I Szangho (Lee Sang-ho)                             | 04:11 |
| 2. | 가질 수 없는 너 Kadzsil szu omnun no (Kajil su omneun neo) (Can't Have You) | Cshö Dzsonghun (Choi Jong-hun)                      | Cshö Dzsonghun (Choi Jong-hun), Han Szunghun (Han Seung-hun) | 03:13 |
| 3. | The Way Into You                                                            | I Dzsedzsin (Lee Jae-jin), Sin Mingju (Sin Min-gyu) | I Dzsedzsin (Lee Jae-jin), Sin Mingju (Sin Min-gyu)          | 03:25 |
| 4. | Siren                                                                       | I Honggi (Lee Hong-gi), Ari, R307                   | I Honggi (Lee Hong-gi), R307                                 | 03:32 |